# Dominium Nowej Fundlandii
Dominium Nowej Fundlandii (ang. Dominion of Newfoundland) – brytyjskie dominium w Ameryce Północnej, istniejące w latach 1907–1949, a powstałe z kolonii Nowej Fundlandii. W 1934 roku państwo dobrowolnie zrzekło się całkowitej niezależności, wracając pod władzę brytyjską (zachowało część przywilejów, jak odrębną politykę zagraniczną), zaś w roku 1949 stała się częścią Kanady jako prowincja Nowa Fundlandia i Labrador. Dominium uczestniczyło w II wojnie światowej od 3 września 1939 roku.